# 64
Aquesta pàgina és per a l'any. Per al nombre, vegeu seixanta-quatre.

## Esdeveniments
- 18 de juliol: Incendi de Roma, que permet a Neró dissenyar un pla urbanístic que preveu la monumentalització de Roma.
- Lió envia una gran suma de diners a Roma per ajudar a la Recontrucció de la ciutat, però a l'hivern també pateix un foc catastròfic i Neró també els envia diners.
- Fenícia esdevé part de Síria.
- Primera persecució de cristians segons la tradició.
- S'escriu la Primera Epístola de Sant Pere.
- Sèneca proclama la igualtat de tots els homes, incloent-hi els esclaus.
- L'Imperi Kushan saqueja la ciutat de Tàxila (avui en dia al Pakistan).

## Naixements
17 de setembre - Júlia Flavia, filla de l'Emperador Romà, Titus.

## Necrològiques
- Sant Pau (la data més antiga)
- Sant Pere (la data més antiga)
- L'emperadriu Yin Lihua, de la Dinastia Han.